# Johan Christian Bodendick
Johan Christian Bodendick (født 1735, død 20. maj 1818) var en dansk kongelig livkirurg af tysk afstamning.
Han var født i Egernførde, hvor hans fader var kirurg, lærte først hos faderen og derpå hos regimentskirurg Techt i Slesvig, kom 1756 til København, hvor han navnlig studerede anatomi hos Georg Heuermann, blev 1757 kompagnikirurg, var 1761-62 regimentskirurg ved grenadererne i Holsten, 1762-64 anatomisk prosektor i København hos Heuermann, 1764-73 livlæge hos Grevinde Danneskjold; 1776 blev han kammertjener og livkirurg hos Kronprins Frederik og spillede som kammertjener en ikke ubetydelig rolle ved forberedelserne til regeringsforandringen 14. april 1784, hvortil hans noget intrigante karakter synes at have gjort ham vel skikket.
Han virkede senere som livlæge hos Frederik 6. meget for kirurgiens opkomst i Danmark og var i 1785 behjælpelig ved oprettelsen af det kirurgiske Akademi, til hvilket han skænkede sit portræt, og hvor hans gipsbuste blev anbragt i auditoriet.
I 1810 blev han på grund af alderdom entlediget som kongelig livkirurg og kort efter udnævnt til etatsråd; han døde 20. maj 1818 i Rendsborg.

## Henvisning
Malet af Jens Juel år 1789. Portrættet tilhører Medicinsk Museion og er afbilledet i Poulsen, E.:(1991) Jens Juel, malerier og pasteller. s. 290, kat.nr 458.